# Збагачення руд

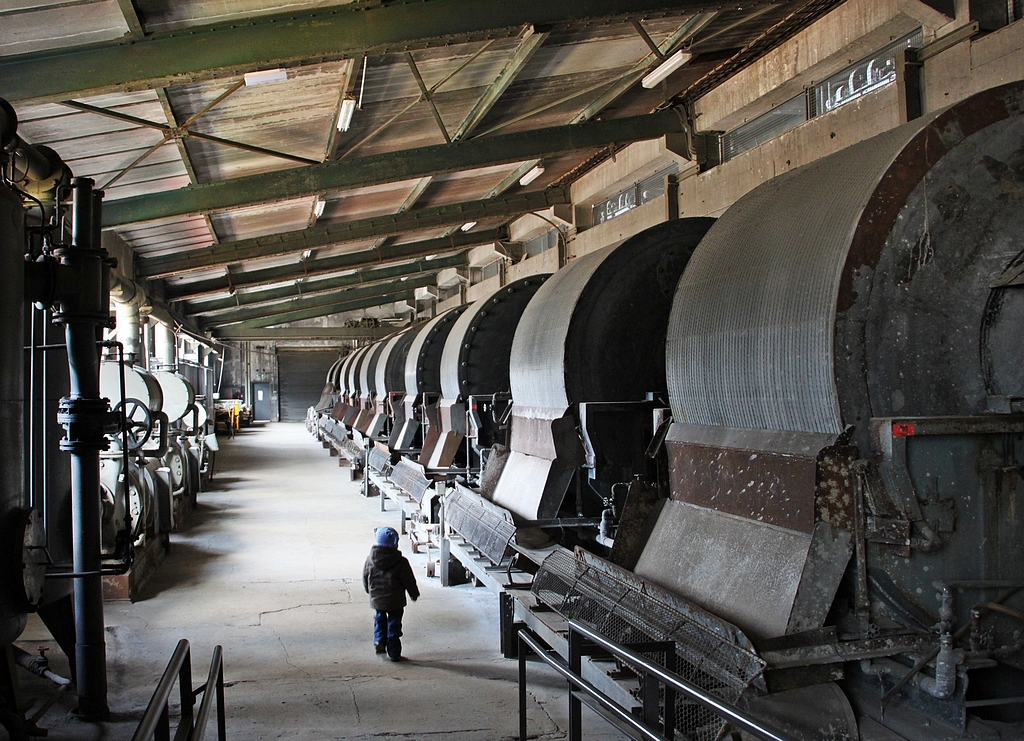
На збагачувальній фабриці Раммельсберг

Збагачення руди — сукупність методів розділення  металів і мінералів один від одного за їх фізичними та / або хімічними властивостями. Хімічний склад компонентів руди при цьому не змінюється.

## Історія
Збагачення руд вперше системно описано в 1556 р. Георгом Агріколою в його гірничій енциклопедії «Про гірничу справу та металургію» («De Re Metallica»).

## Призначення
Велика частина руд в природному стані не придатна для безпосереднього  металургійного переділу. При видобутку  залізної руди внаслідок низького вмісту  заліза і високого порожньої породи при плавці виходить велика кількість шлаку, що вимагає підвищеної витрати палива; при цьому робота  доменних печей характеризується низькою продуктивністю. Підвищення концентрації заліза в рудах дає суттєвий економічний ефект. При збільшенні вмісту заліза в руді на 1 % питома витрата  коксу в середньому знижується на 1,4-2,0 %, а продуктивність доменної печі підвищується на 2,5-3,0 %. Цей ефект значно перевищує витрати на збагачення. Тому майже всі руди перед металургійним переділом піддаються збагаченню.
Збагачення є операцією, в результаті якої підвищується концентрація корисного елемента (заліза, марганцю та ін.) За рахунок видалення максимально можливої кількості порожньої породи. Іноді при збагаченні руди з порожньою породою видаляється частина шкідливих домішок.
За своєю суттю збагачення — це механічний процес поділу частинок руди, що являють або корисний мінерал, або пусту породу. Для цього використовують відмінності у властивостях корисного мінералу і пустої породи: за кольором, блиском, твердості, густині, оптичним, електричним, магнітним і іншим властивостям .

## Технологія

Визначення оптимальної глибини збагачення рудної сировини.

Під технологією збагачення руд мається на увазі сукупність окремих процесів (операцій) — підготовчих, основних і допоміжних.
- Підготовчі процеси (операції) призначені для підготовки руди до збагачення: зменшення крупності шматків руди, розкриття зростків рудних і нерудних мінералів і ін. До підготовчих процесів належать  дроблення і  подрібнення руди, грохочення, гідравлічна класифікація, магнетизуючий випал.
- Основними є процеси власне збагачення руди. Вони засновані на використанні відмінностей у фізичних і фізико-хімічних властивостях поділюваних при збагаченні компонентів (мінералів) руди — кольорі і блиску, промивності, густині,  магнітній сприйнятливості, змочуваності поверхні і ін. Розрізняють такі методи збагачення руд: рудопідготовка (рудорозбірка), промивка, гравітаційне збагачення, магнітна сепарація і флотація.
- Допоміжні процеси застосовуються для обробки продуктів, одержуваних у результаті збагачення. До них належать згущення шламів і прояснення мийних вод, зневоднення продуктів збагачення та ін.

Отримані при збагаченні руд продукти класифікуються на два і більше класів відмінних за якістю, багатший продукт називають концентратом, найбідніший —  хвостами, продукти із середнім вмістом називають проміжним (промпродукт), вони зазвичай повертаються на переробку. Для сучасних руд кольорових, рідкісноземельних і  радіоактивних елементів відходи процесів збагачення корисних копалин (хвости) складають від 90 до 99 % вихідної руди. Процес рудопідготовки забирає від 50 до 60 % витрат до вартості переробки руди, де використовується дороге і швидкозношуване обладнання.

## Оптимальна глибина збагачення рудної сировини
Основною задачею збагачення руд є одержання концентратів з вмістом металу, що дозволяє найбільш економічно їх використовувати в металургійному переділі при максимальному вилученні металу з руд. Техніко-економічні показники виробництва металу з руд з урахуванням витрат на видобуток, збагачення, огрудкування, транспортування і металургійний переділ оцінюються приведеними витратами на 1 тонну виплавлюваного продукту:
П = С + Е К ,
де П — приведені витрати на виробництво металу, грн/т; З — собівартість металу, грн/т ; К- питомі капітальні витрати на виробництво металу, грн/т; Е — нормативний коефіцієнт окупності.
При рішенні питання про оптимальну глибину збагачення сировини враховуються інтереси не тільки гірничо-збагачувальних комбінатів (ГЗК), але і металургійних заводів (рис.).
В міру підвищення вмісту металу в концентраті βм зростають витрати на збагачення і збільшуються втрати (крива CD на рис.). Водночас витрати і втрати металу в металургійному переділі скорочуються (крива АВ). Крапка перетинання кривих АВ і CD вказує на оптимальний ступінь збагачення руд. Крім того, ця крапка звичайно відповідає мінімальній собівартості виробни-цтва чавунів і феросплавів.
Доцільно одержувати такий вміст металу в концентраті, що забезпечує мінімальні приведені витрати на одержання металу в загальному комплексі «видобуток — збагачення — огрудкування — транспорт — металургійний переділ». Вміст металу в концентраті, що забезпечує мінімальні приведені витрати на виробництво 1 тонни металу, прийнято називати оптимальним вмістом.